# Bryophaenocladius inconstans
Bryophaenocladius inconstans är en tvåvingeart som först beskrevs av Lars Zakarias Brundin 1947.  Bryophaenocladius inconstans ingår i släktet Bryophaenocladius och familjen fjädermyggor. Arten är reproducerande i Sverige. Inga underarter finns listade i Catalogue of Life.